# Fraccionamiento Progreso
Fraccionamiento Progreso ist eine Ortschaft in Uruguay.

## Geographie
Sie befindet sich im Westen des Departamento Canelones in dessen Sektor 4 südlich der Departamento-Hauptstadt Canelones. Wenige Kilometer nördlich liegen Barrio Remanso, Juanicó und Instituto Adventista. Unmittelbar östlich von Fraccionamiento Progreso grenzt Villa Felicidad an. Südlich liegt Progreso.

## Infrastruktur
Durch Fraccionamiento Progreso führt die Ruta 5.

## Einwohner
Die Einwohnerzahl von Fraccionamiento Progreso beträgt 145. (Stand: 2011)
| Jahr | Einwohner |
| ---- | --------- |
| 1963 | -         |
| 1975 | 85        |
| 1985 | 103       |
| 1996 | 140       |
| 2004 | 138       |
| 2011 | 145       |

Quelle: Instituto Nacional de Estadística de Uruguay